# Tjeldøya
Tjeldøya is een Noors eiland. Het ligt tussen Hinnøya en het vasteland in de provincie Troms. Het is door de Ramsundbrug van 240 meter met het vasteland verbonden. Tjeldøya maakt deel uit van de gemeente Tjeldsund. Het gemeentehuis staat in Hol op het eiland.
Het hoogste punt van het eiland is de berg Trollfjell die 1010 meter hoog is. 